# Radulfo, rey de Turingia
Radulfo fue el duque de Turingia (dux Thoringiae) desde 632 o 633 (ciertamente, antes de 634) hasta su muerte después de 642. 
Según la Crónica de Fredegario, era hijo de un tal Chamar, un aristócrata franco, y ascendió al poder bajo el rey merovingio Dagoberto I, quien lo nombró como duque en el antiguo reino turingio que Francia había conquistado en 631. 
Su nombramiento pretendía proteger la frontera oriental del reino franco contra los wendos, liderados por Samo, que los amenazaban y habían derrotado al rey en la batalla de Wogastisburg (631). Formaron una alianza con Dervan, príncipe de las tribus sorbias que estaban asentadas en la región vecina al este del río Saale. Radulfo luchó con éxito contra los eslavos, pero posteriormente rechazó la incorporación de los territorios asegurados al reino de Austrasia. Para conservar su independencia, se alió con Fara, un descendiente de la poderosa dinastía agilolfinga en Baviera que gobernaban sobre amplios estados a lo largo del río Meno.
Alrededor del año 640 el rey Sigeberto III de Austrasia con sus mayordomos de palacio, Adalgiselo y Grimoaldo el Viejo, marcharon contra los insurgentes y al principio derrotaron fácilmente a las tropas de Fara, y el propio Agilolfingo murió en la batalla. Al llegar a Turingia, sin embargo, el duque Radulfo, encerrado en su fortaleza a orillas del río Unstrut, no fue derrotado, en parte debido a que había obtenido el apoyo de un significativo número de fuerzas del rey. En 642, se rebeló contra Sigeberto y derrotó a su ejército, asumiendo el título de rex o rey de Turingia. Se considera a su éxito como un indicativo del fenómeno reyes holgazanes (roi fainéant) y del desmoronamiento de los logros merovingios. Le sucedieron sus hijos Teotbaldo y Heden I.